# Bollerups kyrka
Bollerups kyrka är en kyrkobyggnad i Bollerups by invid Bollerups borg. Den tillhör Smedstorps församling i Lunds stift. Kyrkan grundlades på 1100-talet. Kyrkan är en av fyra skånska kyrkor med ett runt västtorn. De andra tre är Blentarps kyrka, Hammarlunda kyrka och Hammarlövs kyrka.

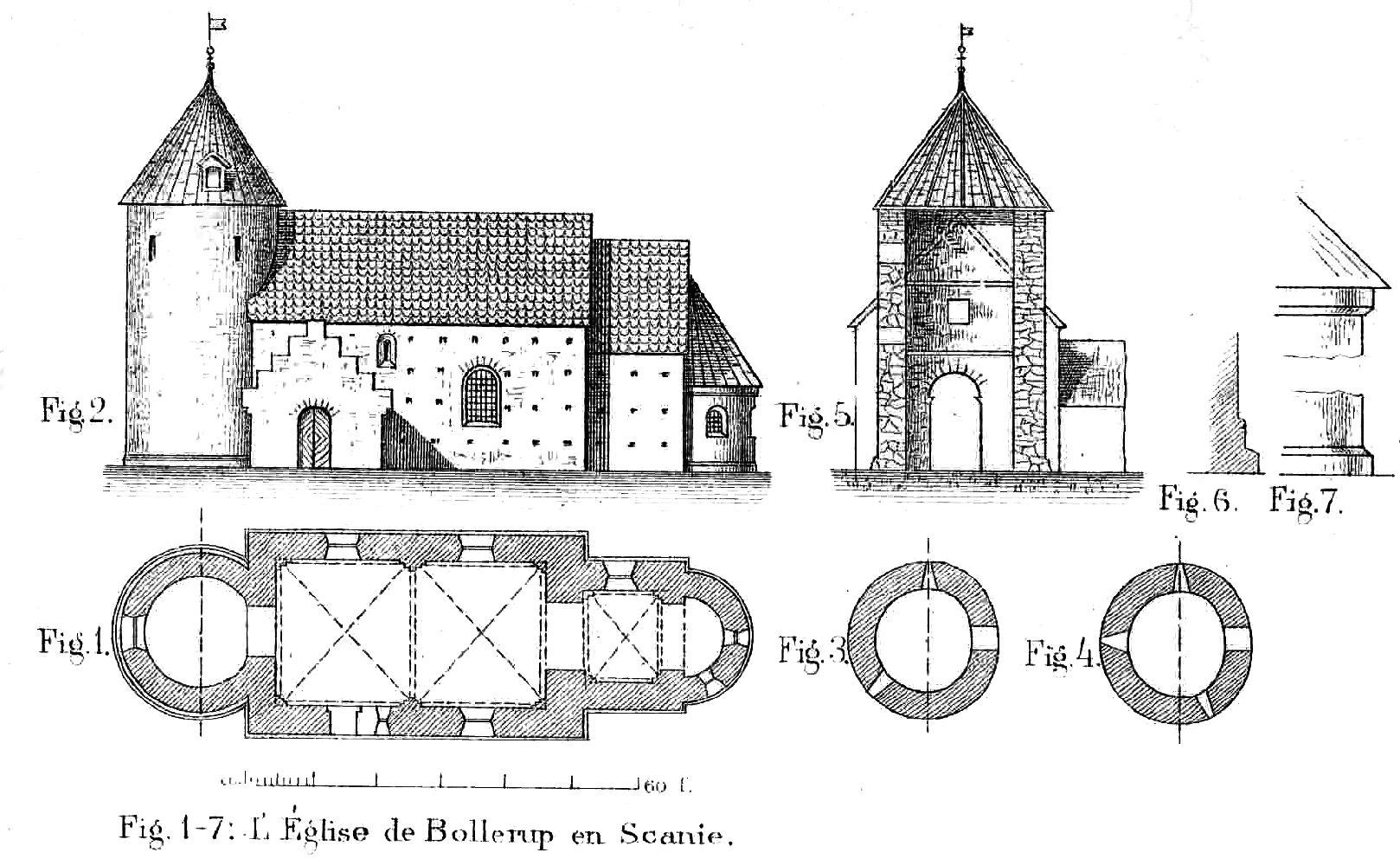
Bollerup kyrka vid mitten av 1800-talet. Ritning av Nils Månsson Mandelgren, publicerad 1883.

## Historia
Ursprungligen byggdes kyrkan (långhus, kor, absid) på 1100-talet, medan kyrktornet är från sent 1100-tal. Allt är byggt med huggen kalksten (flis) från bygden. Antagligen så är det släkten Due, en gammal dansk adelssläkt som byggde kyrkan då de är de första kända ägarna av Bollerup. Vilhelm Due kom till Bollerup redan 1130 och var då ägaren till gården. Dopfunten härstammar från omkring 1200. Valv slogs på 1400-talet. 

### Fru Barbara Brahe

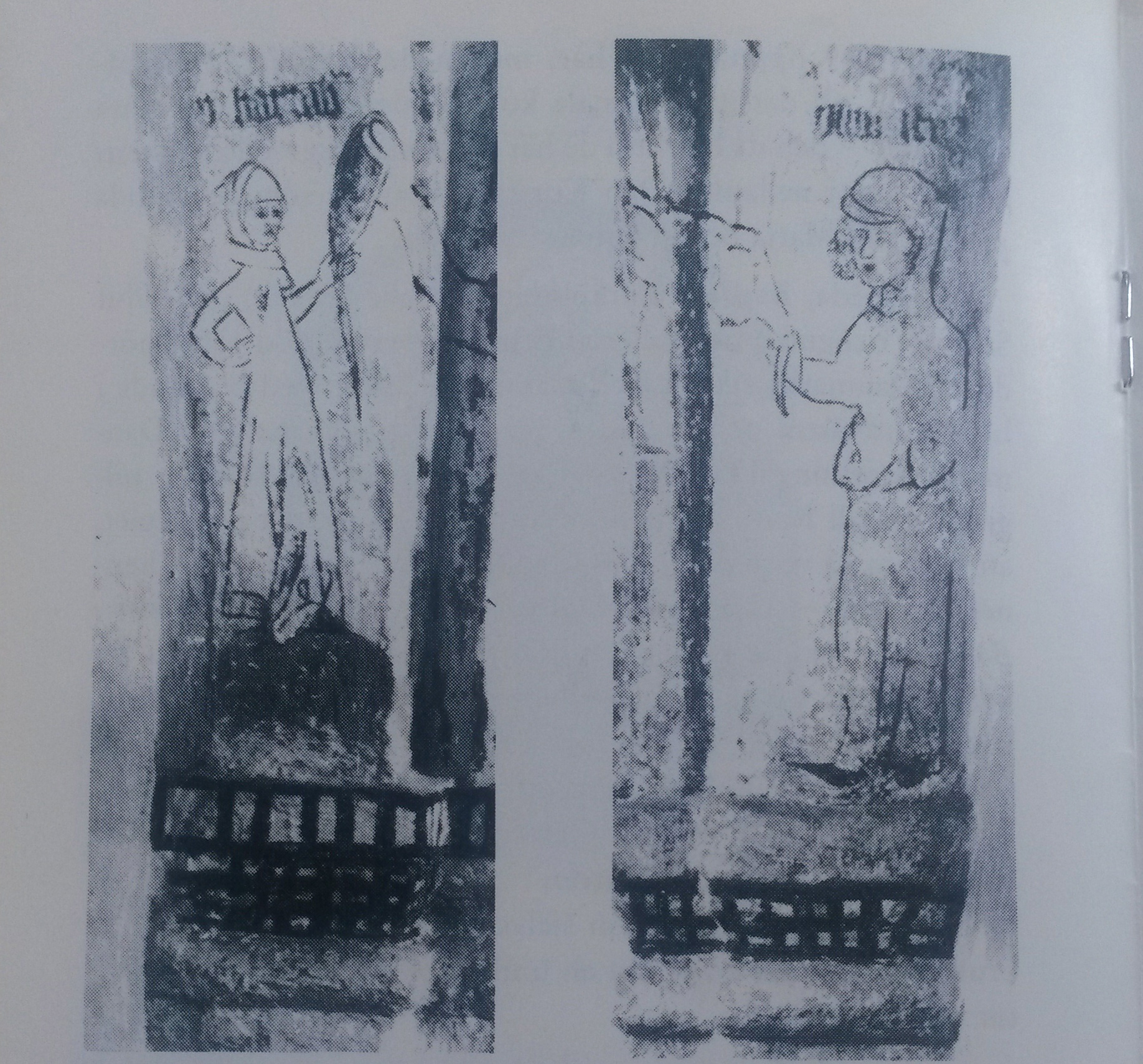
Fru Barbara Brahe håller sin hand i textbandet, som löper övre till sonen Oluf Stigsen Krogenos: de två donerade valvmålningarna 1476.

Donatorer, årtal och bakgrund är kända för kyrkan men inte deras mästare. Kyrkans två donatorer hette fru Barbara Brahe och hennes son Oluf Stigsen Krogenos, från en av Danmarks rikaste och mäktigaste ätter. År 1476 berikade de kyrkan med tak, klocka, målningar och mässböcker. På valvpilastern mot norr som då var kvinnosidan finns det en kalkmålning av fru Barbara Brahe och på södra sidan vilket då var männens sida står Oluf. Båda två står i helfigur, mellan dem håller de ett textband som följer valvbågen tvärs över kyrkan. Texten är på gammeldanska, och i moderniserad form lyder den: ”År efter Guds börd 1476 då lät välborna kvinnan fru Barbara Bahre och hennes son Olug Stigesen täcka hela denna kyrka på nytt och helga klockorna i tornet och måla kyrkan invändigt och köpte ny handbok och mässbok. BEDJEN FÖR OSS”.
Fru Barbara gjorde år 1475 en pilgrimsresa tillsammans med Danmarks drottning Dorotea. På resan träffade fru Barbara påven Sixtus IV som gav henne då fördelen att de som förrättade gudstjänst i någon av hennes kyrkor fick sina synder förlåtna. Som tack och bekräftelse lät fru Barbara det målas märkliga målningar i bland annat Bollerups kyrka. Målningarna föreställer bland annat Johannes döparen med änglar och döda som reser sig från graven. Helvetet avbildas med djävular som torterar syndare, inkluderat en kung. En annan målning visar de frälsta som välkomnas till Sankte Per himmelska slott.

### Fortsatt historia
Under 1500-talet tillkom altarstakar och dopfat. Altare och predikstol dateras till 1600-talet. 1649 byggdes gravkoret med stöd av släkten Rantzau (det revs dock 1869). Altaruppsatsen tillkom 1650. 
1740-1741 restaurerades delar av kyrkan, återigen med stöd av J.B och H.A Ratzau. Bland annat gjordes ny krona till predikstolen och nytt silver. 
1869-1874 byggdes kyrkan ut med det nuvarande koret och dess korsarmar samt den absidformade sakristian. Denna utbyggnad skedde med stöd av T.L Sylvan.
1955-1965 restaurerades åter kyrkan, denna gång bland annat valvmålningar och läktare. Omkring 1970 förnyades inventarier såsom kormattan.

### Kyrkans design

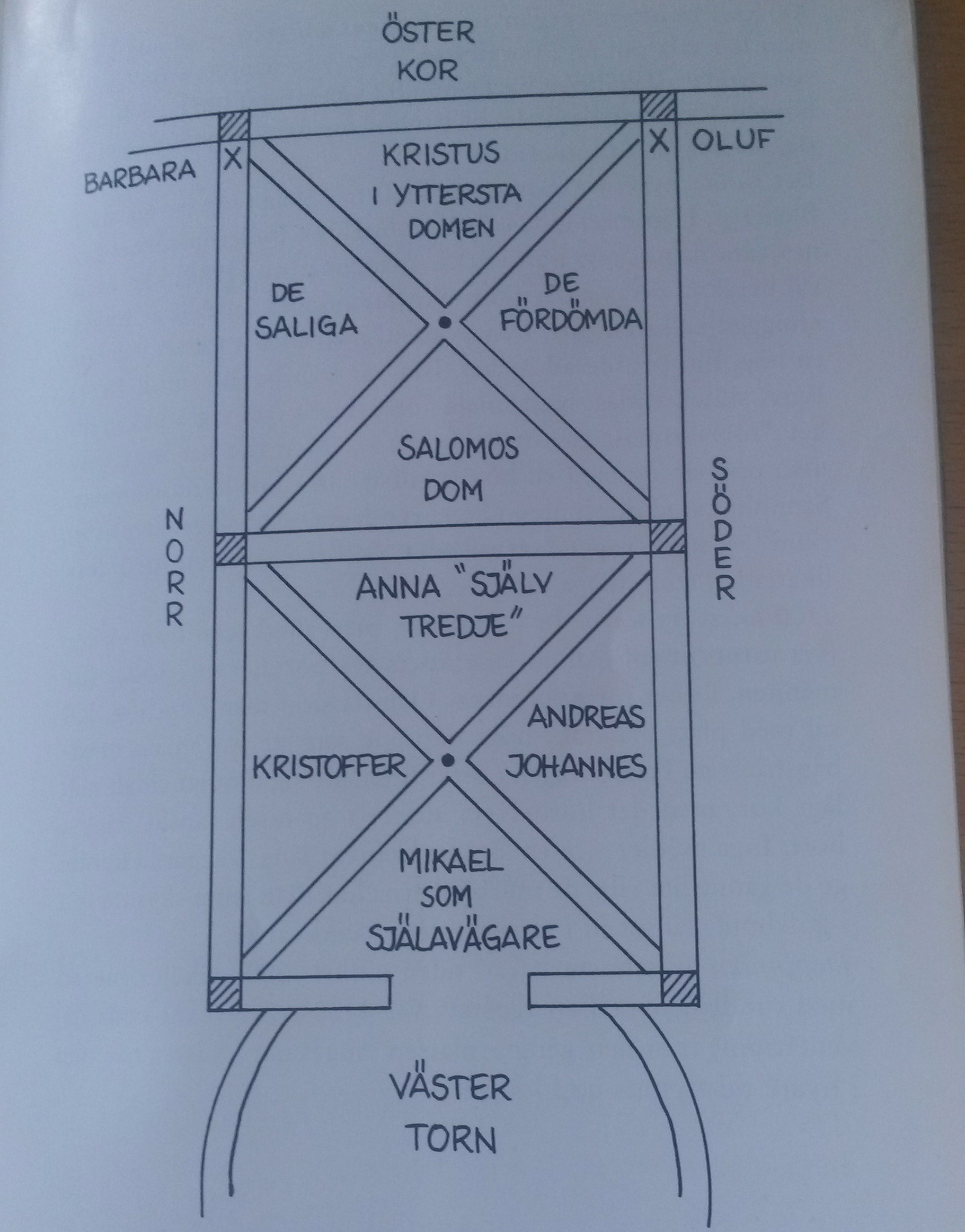
Plan över långhusets valvmålningar (viktigaste motiv i de åtta kapporna). ingången från bildens nederkant (genom rundtornet.)

Förr gick man in genom de södra och norra dörrarna på långhuset. Den södra var avsedd för männen och den norra dörren för kvinnorna. Det fanns heller inga möbler utom de stenbänkar längs väggarna där de gamla kunde vila. Övriga stod upp och lyssnade. Långhuset och tornet byggdes allra först.

## Orgel
- Tidigare fanns en orgel med tre stämmor av okänt ursprung.
- Den nuvarande orgeln byggdes 1966 av Anders Persson Orgelbyggeri, Viken, och är en mekanisk orgel.

| Manual         |
| Trägedakt 8'   |
| Gedaktflöjt 4' |
| Principal 2'   |
| Oktava 1'      |